# Nattfrosten
Nattfrosten är den försämring av relationen mellan Finland och Sovjetunionen som inträffade hösten 1958. 
Det officiella umgänget staterna emellan avstannade för flera månader; bland annat saknade Sovjetunionen ambassadör i Helsingfors under tiden 10 oktober 1958 till 20 februari 1959. Sovjetledningen såg med misstro på den 29 augusti 1958 utnämnda ministären Fagerholm, som ställt det sovjetvänliga vänsterpartiet Folkdemokraterna, segrarna i riksdagsvalet föregående sommar, i opposition. Misstron tilltog, då Finland föreföll att vara på väg att omstrukturera sin utrikeshandel genom en ökad satsning på den västeuropeiska, särskilt västtyska, marknaden. Efter utrikeshandelns liberalisering 1957 minskade östhandeln fram till sommaren 1958 med 17 procentenheter. Finland hade 1957 blivit observatör i OEEC och anslöt sig ett drygt decennium senare trots sovjetiska protester till dess efterträdare OECD. Andra omständigheter som verkade i samma riktning var det nyligen timade valet av Väinö Tanner till socialdemokratisk ordförande och diskrimineringen inom partiet av oppositionsfalangen kring Emil Skog. Irritation på sovjetiskt håll väckte vidare att Otto Ville Kuusinen som hade haft för avsikt att bevista Finlands kommunistiska partis 40-årsjubileum hade vägrats visum (detta var dock den föregående regeringen ansvarig för). 
Situationen blev snart ohållbar för regeringen, vilket ledde till dess demission den 4 december, sedan de agrara ministrarna med Johannes Virolainen i spetsen samma dag avgått (den fortsatte som expeditionsministär, tills ny regering utnämnts den 13 januari 1959). President Urho Kekkonen träffade 21–23 januari 1959 i Leningrad sovjetledaren Nikita Chrusjtjov (denne var själv den förste som talade om en "nattfrost" i relationerna mellan länderna) och utrikesminister Andrej Gromyko, varefter sovjetregeringens förtroende för Finlands utrikespolitiska linje sades vara återställt. 
Frånsett frågan om den finländska regeringens sammansättning kan krisen ses mot bakgrund av den inrikespolitiska situationen i Sovjetunionen, där de konservativa krafterna efter upproren i Polen och Ungern hade gått till angrepp på Chrusjtjov; denne var tvungen visa att Finland hölls i ett fast grepp. Även mellan nattfrosten och det som försiggick i världspolitiken, främst krisen i Mellanöstern med amerikansk intervention i Libanon sommaren 1958 och Berlinkrisen på hösten detta år, förelåg ett uppenbart samband. 
Utgången innebar att den utrikespolitiska regeringsdugligheten, varmed avsågs främst sovjetisk acceptans eller åtminstone tolerans, i fortsättningen tillmättes central betydelse då finländska regeringar bildades, en uppfattning som endast förstärktes av erfarenheterna under den så kallade notkrisen några år senare. Finlands politiska ledning personifierad av Kekkonen önskade med en defensiv strategi till varje pris undvika nya nattfroster. Att Kekkonen inte ställde upp för Fagerholms regering berodde enligt vissa bedömare på att det i denna ingick personer som kunde hota hans ställning i följande presidentval som skulle hållas 1962.